# Episodi di Mystery Science Theater 3000 (terza stagione)
La terza stagione della serie televisiva Mystery Science Theater 3000 è stata trasmessa in anteprima negli Stati Uniti d'America da The Comedy Channel tra il 22 settembre 1990 e il 2 febbraio 1991.
| nº | Titolo originale                                                                              | Titolo italiano | Prima TV USA      | Prima TV Italia |
| -- | --------------------------------------------------------------------------------------------- | --------------- | ----------------- | --------------- |
| 1  | Rocketship X-M                                                                                |                 | 22 settembre 1990 |                 |
| 2  | The Sidehackers                                                                               |                 | 29 settembre 1990 |                 |
| 3  | Jungle Goddess (con il corto The Phantom Creeps, Chapter 1: "The Menacing Power")             |                 | 6 ottobre 1990    |                 |
| 4  | Catalina Caper                                                                                |                 | 13 ottobre 1990   |                 |
| 5  | Rocket Attack U.S.A. (con il corto The Phantom Creeps, Chapter 2: "Death Stalks the Highway") |                 | 27 ottobre 1990   |                 |
| 6  | Ring of Terror (con il corto The Phantom Creeps, Chapter 3: "Crashing Timbers")               |                 | 3 novembre 1990   |                 |
| 7  | Wild Rebels                                                                                   |                 | 17 novembre 1990  |                 |
| 8  | Lost Continent                                                                                |                 | 24 novembre 1990  |                 |
| 9  | The Hellcats                                                                                  |                 | 8 dicembre 1990   |                 |
| 10 | King Dinosaur (con il corto X Marks the Spot)                                                 |                 | 22 dicembre 1990  |                 |
| 11 | First Spaceship on Venus                                                                      |                 | 29 dicembre 1990  |                 |
| 12 | Godzilla vs. Megalon                                                                          |                 | 19 gennaio 1991   |                 |
| 13 | Godzilla vs. the Sea Monster                                                                  |                 | 2 febbraio 1991   |                 |